# Rue-du-Bois Military Cemetery
Rue-du-Bois Military Cemetery is een Britse militaire begraafplaats met gesneuvelden uit de Eerste Wereldoorlog, gelegen in de Franse gemeente Fleurbaix in het departement Pas-de-Calais. De begraafplaats ligt zo'n 2,5 km ten zuidoosten van het centrum van Fleurbaix en werd ontworpen door Herbert Baker. Het terrein heeft een onregelmatig grondplan en is omgeven door een bakstenen muur. Centraal staat de Stone of Remembrance en vooraan staat het Cross of Sacrifice met aan beide zijden een metalen toegangshek. De begraafplaats wordt onderhouden door de Commonwealth War Graves Commission.
Er worden 845 doden herdacht, waarvan 395 niet meer geïdentificeerd konden worden.

## Geschiedenis
Fleurbaix lag het grootste deel van de oorlog in geallieerd gebied, achter het front. De begraafplaats werd in november 1914 gestart en bleef tot december 1916 in gebruik. Ook in 1918 werd de begraafplaats een paar keer heropend. Na de oorlog werd de begraafplaats uitgebreid met 423 graven uit de omliggende slagvelden en uit kleinere ontruimde begraafplaatsen. Er werden graven overgebracht uit Laventie German Cemetery en Picantin Post Cemeteries in Laventie en Tilleloy Cemetery.
In perk II liggen twee gemeenschappelijke graven waarin de resten van soldaten van de 5th Australian Division en de 2nd/1st Bucks Battalion werden begraven. Zij sneuvelden in 1916 op het slagveld van Fromelles. Het aantal doden in deze graven is niet zeker, maar het zouden respectievelijk 22 Australische en 52 "Bucks" zijn.
Voor 13 slachtoffers werden Special Memorials opgericht omdat hun oorspronkelijke graven niet meer teruggevonden werden en men aanneemt dat ze zich onder de naamloze grafzerken bevinden.
Er liggen nu 597 Britten, 241 Australiërs, 5 Nieuw-Zeelanders, 1 Indiër en 1 Duitser begraven.

## Graven

### Onderscheiden militairen
- Joseph Jones Bowen, luitenant bij het Welsh Regiment werd onderscheiden met het Military Cross (MC).
- Claude Elmhurst Benson, kapitein bij de Australian Infantry, A.I.F. en P. Bullock, schutter bij het King's Royal Rifle Corps werden onderscheiden met de Distinguished Conduct Medal (DCM).
- de sergeanten George Fowler en Edwin Isaac Ives; de korporaals E. Bee en R. Thomas en de soldaat W. Beckwith werden onderscheiden met de Military Medal (MM).

### Minderjarige militairen
- Arthur E. Waite, schutter bij de Rifle Brigade was 16 jaar toen hij sneuvelde op 9 februari 1916.
- korporaal Frederick L. Moore en de soldaten J. McCarthy en James F. Daly waren 17 jaar toen ze sneuvelden.

### Aliassen
- sergeant John Farrell diende onder het alias J. Hunt bij de Royal Irish Rifles.
- soldaat Rupert J. Bowring diende onder het alias R.J. Bevan bij de Australian Infantry, A.I.F..
- soldaat George J. Dial diende onder het alias G. Dakin bij de Australian Infantry, A.I.F..
- soldaat P.J. Hanna diende onder het alias P.J. Dalton bij de Australian Infantry, A.I.F..